# Рамузио, Джованни Баттиста
Джованни Баттиста Рамузио (итал. Giovanni Battista Ramusio; 20 июля 1485, Тревизо, Венеция — 10 июля 1557, Падуя) — венецианский географ, историк и государственный деятель. Основоположник популярного в эпоху великих географических открытий жанра компиляции путевых очерков (Гаклют, Пёрчес, Тевено и др.).

## Биография
Родился в Венеции в 1485 году в семье городского судьи. К тридцати годам стал канцлером Венецианской республики, тесно сотрудничая с дожем Альвизе Мочениго. С 1515 года был секретарём Совета десяти. Имел сына Паоло.
Выполнял несколько дипломатических миссий в качестве посла во Франции, Швейцарии, Риме. Изысканный дипломат и глубокий знаток нескольких языков, он был назначен послом Венецианской республики при европейском дворе Людовика XII. В этот период он заинтересовался французской экспансией в Северной Америке. В это время Венецианская республика интересовалась морскими путями в Америку, которая рассматривалась как новый привлекательный рынок для венецианской торговли, так как последняя страдала от давления и османского продвижения в Средиземном море. Благодаря своим дипломатическим связям он легко добился того, что ему поступали отчёты о поездках бретонского мореплавателя Жака Картье, отправленных королём Франциском I в Новую Францию.
В это же время он проявил умение рисовать географические карты и составил подробные карты всех новых торговых портов. Карта с портами Средиземноморья была нарисована им в покоях дворца дожей.

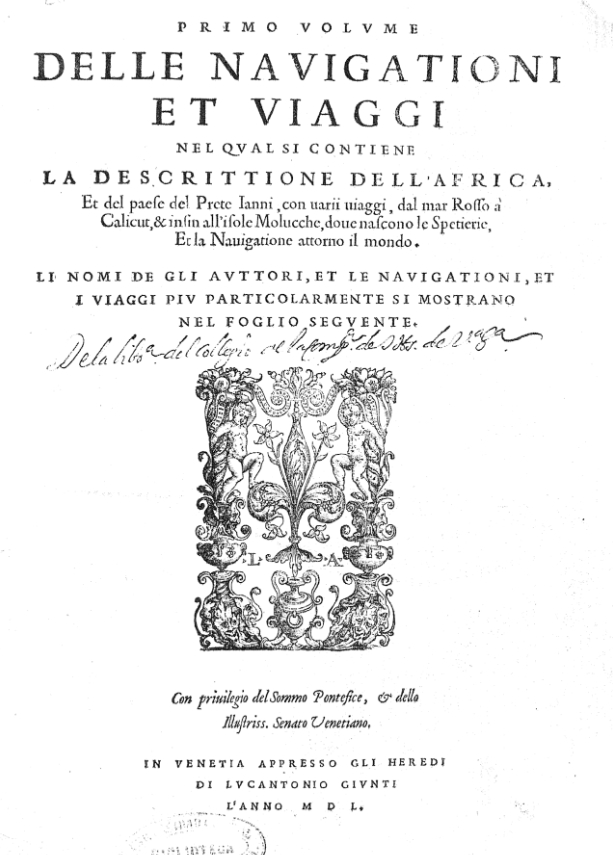
Титульная страница Delle navigationi et viaggi

Его главная работа, «Плавания и путешествия» (Delle Navigationi et Viaggi), являет собой первый сборник географических трактатов современной эпохи.
Работа была издана в Венеции в трёх томах [т. 1-1550 год, т. 3-1556 год, т. 2-1559 год (вышел посмертно)]. Первый том был опубликован в 1550 году, вскоре за ним последовал третий том в 1556 году. Публикация второго тома была отложена, поскольку рукопись была уничтожена в огне перед отправкой в типографию, и, наконец, была опубликована в 1559 году, через два года после смерти автора. «Delle navigationi et viaggi» была переведена на несколько языков и несколько раз переиздана, что свидетельствует о большой популярности книги на континенте.
Этот монументальный труд был одним из первых произведений, написанных в литературном жанре компиляции путевых заметок. Как и другие авторы подобных сочинений, сам Джованни Рамузио пределов Европы не покидал.

## Свод травелогов
Книга «Плавания и путешествия» (Delle navigationi et viaggi) представляет собой сборник географических наблюдений и описаний различных авторов: Марко Поло, Николо Конти, Фернана Магеллана, Альвара Нуньес Кабеса де Вака, Иосафата Барбаро, а также перевод трактата «Африка — третья часть света» Льва Африканского. Работа является ценным источником, описывающим истории географических открытий и исследований в Азии, Африке, Америке.
Именно в этой работе на карте La Terra De Hochelaga Nella Nova Francia впервые описывается гора Мон-Руаяль под названием Monte Reale и дано схематическое изображение ирокезской деревни Хочелага, первой агломерации будущего города Монреаль. Карты Navigationi e Viaggi созданы Джакомо Гастальди.
Отчёт Марко Поло можно найти во втором (первое издание) или третьем томе Navigazioni e Viaggi. Текст переписан, в него включены многочисленные модификации и дополнения, иногда важные (убийство Ахмата, описание Ханчжоу, удаление имени Марко в главе о Сянъяне). Этот текст Рамузио послужил основой для первого научного издания книги Марко Поло, выпущенного У. Марсденом в 1812 году.